# Brejkdens Bradrs
Brejkdens Bradrs (další názvy: Žatecká prda, The Good Men) je skupina ze Žatce natáčející zpravidla krátká komediální a parodická amatérská videa, ve stylu pořadu Tele Tele[zdroj⁠?!]. 
Skupinu založili Lukáš Šimandl a Josef Petráň.. Celkem natočili přes 100 videí a jeden dlouhometrážní komediální film. Při natáčení svých videí spolupracují s regionální televizí OK studio. Skupina jednak vytváří vlastní originální pořady, jednak i paroduje známé pořady z televize jako VyVolení, Chcete být milionářem? nebo Riskuj! nebo hudební videoklipy.
Dvojice Brejkdens Bradrs v roce 2010 vystoupila v pořadu Česko Slovensko má talent, kde parodovali tanec break dance a povedlo se jim postoupit.

## Tvorba
Uvedena jsou jen vícedílná videa:

### Parodie
- VyKalení – VyVolení
- Neváhej a kruť – Neváhej a toč
- Dožermi – Doremi
- Břečák – Březňák[zdroj⁠?!]
- Chcete pít s milionářem – Chcete být milionářem?
- Receptor – Receptář prima nápadů
- Brko – Peříčko, pořad o sexu
- Nikdo není dement – Nikdo není dokonalý, zjišťování vědomostí na ulici
- Nejslabší, máte smrťáka – Nejslabší! Máte padáka!
- Parodie různých písní + videoklipů k nim

### Vlastní pořady
- Diškutofka – Talkshow, kecání o různých věcech

### Film
- Liga nepotřebných (2013), režie: Lukáš Šimandl

Film trvá 72 minut a všechny scény kromě jedné jsou natočeny v Žatci. Natáčení probíhalo celkem 14 týdnů. Ve filmu nehrají žádní známí herci a zatím má na CSFD vysoké hodnocení. Premiára filmu byla v Žatci. Film paroduje americký film Avengers.